# Jaffrey (hrabstwo Cheshire)
Jaffrey – jednostka osadnicza w Stanach Zjednoczonych, w stanie New Hampshire, w hrabstwie Cheshire.